# Aedes decticus
Aedes decticus är en tvåvingeart som beskrevs av Howard, Dyar och Frederick Knab 1917. Aedes decticus ingår i släktet Aedes och familjen stickmyggor. Inga underarter finns listade i Catalogue of Life.